# Horto Florestal de São Paulo
O Parque Estadual Alberto Löfgren, conhecido como Horto Florestal, é um importante parque de lazer e cultura localizado na zona norte da cidade de São Paulo a cerca de 15 quilômetros do centro do município, próximo também ao Parque Estadual da Cantareira. Foi criado pelo Decreto 335 de 10 de fevereiro de 1896 por iniciativa do botânico sueco da Comissão Geográfica e Geológica de São Paulo, Albert Löfgren. Por este motivo o Parque Estadual da Cidade passou posteriormente a ter seu nome.
O Parque possui diversos tipos de eventos como, playground infantil, equipamentos de ginástica, pista de cooper, lagos e variadas paisagens para contemplação dos visitantes. Além disso, ele também abriga o Palácio de Verão do Governo do Estado, as sedes da Polícia Militar e Polícia Florestal do Estado e o Museu Octávio Vecchi, também chamado de Museu da Madeira Florestal, inaugurado em 1931.

## Características

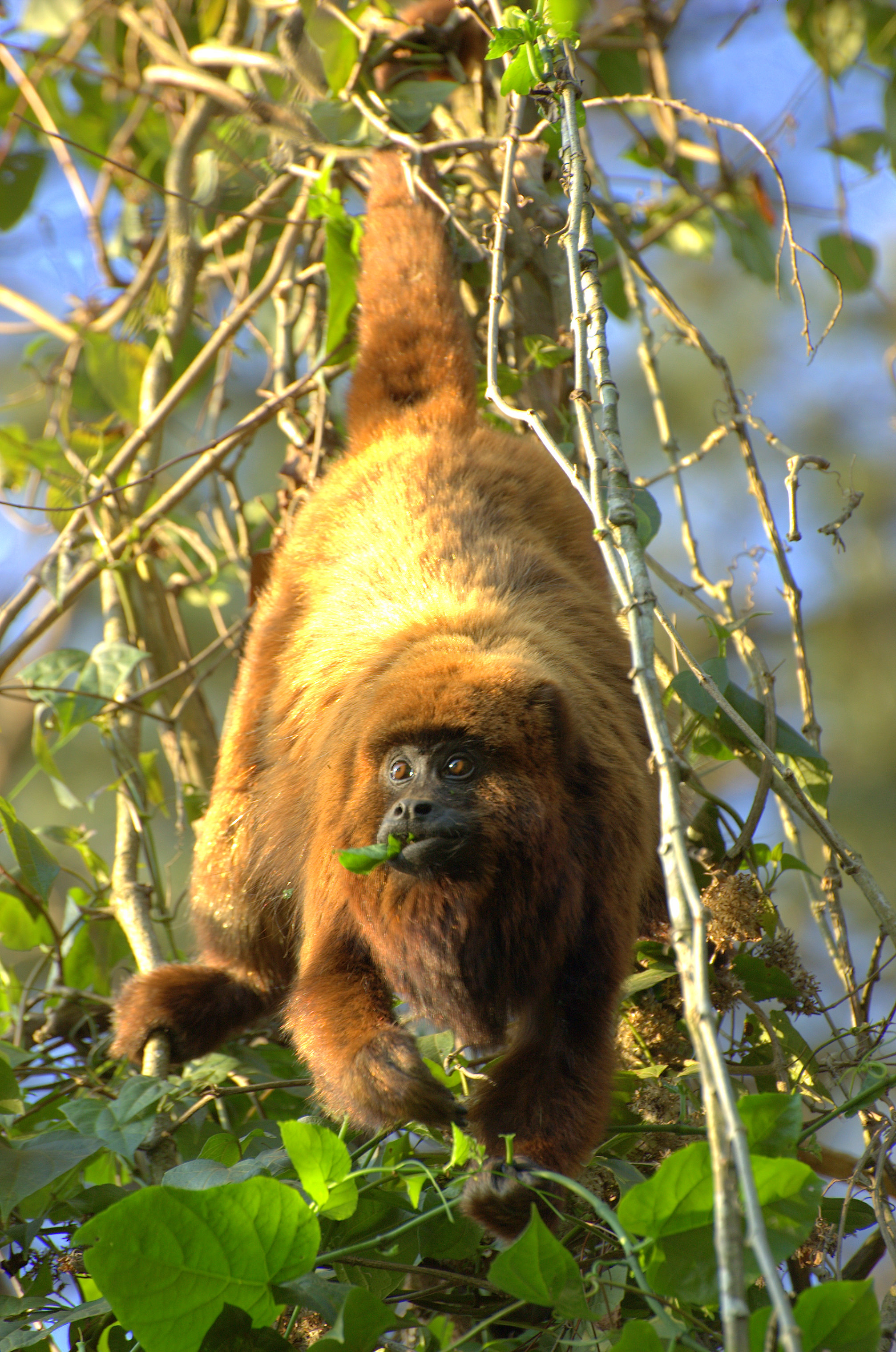
Alouatta guariba clamitans (bugio-ruivo), Horto Florestal de São Paulo

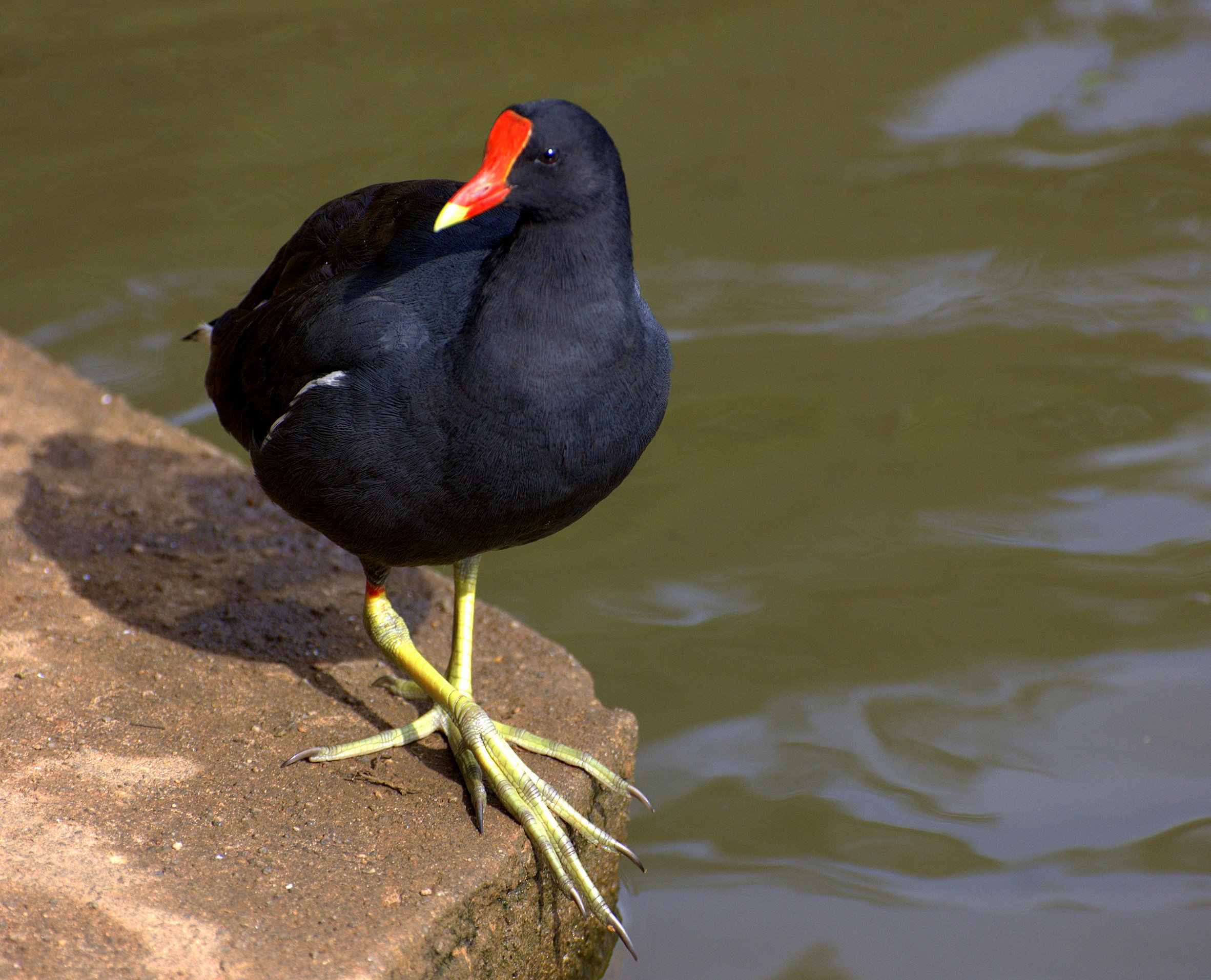
Gallinula galeata (galinha-d'água), Horto Florestal de São Paulo

Ocupa uma área de 187 hectares, sendo 35 de uso público, no pé da Serra da Cantareira. Fica ao lado do Parque Estadual da Cantareira, no distrito do Mandaqui. Seu acesso pode ser feito a partir do distrito vizinho do Tremembé (ao fim da Rua do Horto). Seu perímetro é de 47 875 metros.
O Parque foi a primeira área de conservação efetivamente implantada no Estado, dando fim ao Engenho da Pedra Branca e instalando no local o Horto Botânico, que se tornou a base para a criação do Serviço Florestal de São Paulo, atual Instituto Florestal, órgão estadual que coordena as Unidades de Conservação paulistas. Lá se encontra a casa de verão do governador do estado, residência pública que abriga o governador vigente. Pode-se visitar também o Museu Florestal Otávio Vecchi, que possui o maior acervo de madeiras da América Latina. Ao lado do museu fica o marco do Trópico de Capricórnio que corta o parque. Outro atrativo do Parque é a estátua de São João Gualberto, santo protetor das florestas do Estado de São Paulo.
O parque, com 1.740.000 m², possui áreas da Mata Atlântica, sendo importante protegê-las e preservá-las, pois essa abriga diversos animais em extinção. Além disso, a floresta ajuda, com as nascentes de rios, a fertilidade do solo, a temperatura e umidade, melhorando assim o bem-estar e a qualidade de vida da população.
Possui dois lagos com ilhas formadas por raízes de árvores, um campo de futebol que já abrigou o Esporte Clube Silvicultura, possui playground, área para pique-nique, trilhas, fontes de água mineral e pista de jogging.
A região faz parte da Cinturão Verde de São Paulo, área de preservação ambiental internacionalmente reconhecida pela UNESCO,
O Parque Estadual Alberto Löfgren é aberto diariamente, a visita é livre e com entrada franca. O parque desenvolve atividades educativas e recreativas com escolas da rede pública, privada e público geral.

## Geografia

### Flora e fauna
Seus ecossistemas são o horto botânico e o arboreto. Além disso, conta com uma flora rica devido as áreas de proteção criadas pelo Poder Público, as chamadas Unidades de Conservação, nas quais destacam-se árvores das espécies pau-brasil, pau-ferro, carvalho-nacional e jatobá. No local são encontrados animais como o macaco-prego, tucano, gambá, socó, garça, tico-tico, serelepe e martim pescador e diversos outros animais que estão ameaçados de extinção.
O Horto Florestal também se destaca por abrigar uma notável população de capivaras. É importante lembrar que não se pode oferecer alimentos a qualquer animal silvestre presente na região, vide o regulamento do parque.

### Recordes climáticos
Segundo dados do Instituto Nacional de Meteorologia (INMET), referentes ao período entre 1961 e 1990, a menor temperatura registrada no Horto Florestal de São Paulo foi de −1,8 ºC em junho de 1979, e a maior atingiu 35,8 ºC em fevereiro de 1971. O maior acumulado de chuva observado em 24 horas foi de 109,2 milímetros em outubro de 1978.
Anteriormente a 1961, foi registrada a menor temperatura de toda a série, com -3,9ºC no dia 2 de agosto de 1955.
| Dados climatológicos para São Paulo (Horto Florestal)                                                                                | Dados climatológicos para São Paulo (Horto Florestal) | Dados climatológicos para São Paulo (Horto Florestal) | Dados climatológicos para São Paulo (Horto Florestal) | Dados climatológicos para São Paulo (Horto Florestal) | Dados climatológicos para São Paulo (Horto Florestal) | Dados climatológicos para São Paulo (Horto Florestal) | Dados climatológicos para São Paulo (Horto Florestal) | Dados climatológicos para São Paulo (Horto Florestal) | Dados climatológicos para São Paulo (Horto Florestal) | Dados climatológicos para São Paulo (Horto Florestal) | Dados climatológicos para São Paulo (Horto Florestal) | Dados climatológicos para São Paulo (Horto Florestal) | Dados climatológicos para São Paulo (Horto Florestal) |
| Mês | Jan                                                   | Fev                                                   | Mar                                                   | Abr                                                   | Mai                                                   | Jun                                                   | Jul                                                   | Ago                                                   | Set                                                   | Out                                                   | Nov                                                   | Dez                                                   | Ano                                                   |
| --- | ----------------------------------------------------- | ----------------------------------------------------- | ----------------------------------------------------- | ----------------------------------------------------- | ----------------------------------------------------- | ----------------------------------------------------- | ----------------------------------------------------- | ----------------------------------------------------- | ----------------------------------------------------- | ----------------------------------------------------- | ----------------------------------------------------- | ----------------------------------------------------- | ----------------------------------------------------- |
| Temperatura máxima recorde (°C) | 34,6                                                  | 35,8                                                  | 33,4                                                  | 32                                                    | 29,5                                                  | 29,4                                                  | 29                                                    | 33,2                                                  | 35,2                                                  | 34,3                                                  | 34,6                                                  | 33,9                                                  | 35,8                                                  |
| Temperatura máxima média (°C) | 27                                                    | 27,8                                                  | 27,3                                                  | 24,9                                                  | 23                                                    | 22                                                    | 22                                                    | 23,7                                                  | 24,5                                                  | 24,7                                                  | 25,7                                                  | 26,3                                                  | 24,9                                                  |
| Temperatura média (°C) | 21,2                                                  | 21,6                                                  | 21,1                                                  | 18,8                                                  | 16,7                                                  | 15,6                                                  | 15,1                                                  | 16,4                                                  | 17,6                                                  | 18,5                                                  | 19,5                                                  | 20,6                                                  | 18,5                                                  |
| Temperatura mínima média (°C) | 16,6                                                  | 16,9                                                  | 16,3                                                  | 14,1                                                  | 11,7                                                  | 10,5                                                  | 9,7                                                   | 10,9                                                  | 12,4                                                  | 13,7                                                  | 14,6                                                  | 16                                                    | 13,6                                                  |
| Temperatura mínima recorde (°C) | 10,3                                                  | 11,1                                                  | 9,6                                                   | 3,5                                                   | 0,2                                                   | −1,8                                                  | −1,6                                                  | 0,4                                                   | 3                                                     | 5,7                                                   | 7                                                     | 9,2                                                   | −1,8                                                  |
| Precipitação (mm) | 245,6                                                 | 243,8                                                 | 159,2                                                 | 76                                                    | 59,7                                                  | 58,7                                                  | 53,1                                                  | 39,9                                                  | 76,2                                                  | 162,7                                                 | 195,7                                                 | 220,6                                                 | 1 591,3                                               |
| Dias com precipitação (≥ 1 mm) | 16                                                    | 14                                                    | 11                                                    | 7                                                     | 6                                                     | 5                                                     | 5                                                     | 4                                                     | 7                                                     | 11                                                    | 12                                                    | 15                                                    | 113                                                   |
| Umidade relativa (%) | 81                                                    | 80,4                                                  | 80,3                                                  | 81,2                                                  | 80,5                                                  | 79,2                                                  | 77,4                                                  | 74,6                                                  | 76,2                                                  | 79,3                                                  | 79,4                                                  | 80,4                                                  | 79,2                                                  |
| Fonte: Instituto Nacional de Meteorologia (médias climatológicas e recordes de temperatura referentes ao período entre 1961 e 1990). |                                                       |                                                       |                                                       |                                                       |                                                       |                                                       |                                                       |                                                       |                                                       |                                                       |                                                       |                                                       |                                                       |